# Nati nel 1919/Gennaio
| Questa pagina contiene informazioni ricavate automaticamente dalle voci biografiche con l'ausilio del template Bio e di un bot. L'aggiornamento è periodico e automatico e ricostruisce completamente la pagina. Se manca una persona in questa lista, sei pregato di non aggiungerla, ma accertati piuttosto che la sua voce biografica contenga il template Bio e che i dati anagrafici siano correttamente compilati. Se il template Bio manca, inseriscilo tu stesso o, in alternativa, metti l'avviso {{tmp\|Bio}} che ne segnala la mancanza. Se i dati riportati sono sbagliati, correggi direttamente la voce biografica; le modifiche saranno visibili in questa lista entro pochi giorni. Per chiarimenti vedi il progetto biografie. La lista contiene solo le 137 persone che sono citate nell'enciclopedia e per le quali è stato implementato correttamente il template Bio. Pagina aggiornata al 10 mag 2025. |

- 1º gennaio - Ottavio Alessi, attore, regista e sceneggiatore italiano († 1978)
- 1º gennaio - James Boarman, criminale statunitense († 1943)
- 1º gennaio - Marek Edelman, attivista e politico polacco († 2009)
- 1º gennaio - Daniil Aleksandrovič Granin, scrittore russo († 2017)
- 1º gennaio - Rocky Graziano, pugile statunitense († 1990)
- 1º gennaio - Peter Kien, artista e poeta cecoslovacco († 1944)
- 1º gennaio - Carole Landis, attrice statunitense († 1948)
- 1º gennaio - Giovanni Manca, pugile e attore italiano († 1982)
- 1º gennaio - Al McKibbon, contrabbassista statunitense († 2005)
- 1º gennaio - Bones McKinney, cestista e allenatore di pallacanestro statunitense († 1997)
- 1º gennaio - J. D. Salinger, scrittore statunitense († 2010)
- 2 gennaio - Gianfranco Bersani, cestista italiano († 1965)
- 2 gennaio - Alfonso Corona Blake, regista e sceneggiatore messicano († 1999)
- 2 gennaio - Beatrice Hicks, ingegnere statunitense († 1979)
- 2 gennaio - Ovidio Lari, vescovo cattolico italiano († 2007)
- 2 gennaio - Cyril Smith, pilota motociclistico britannico († 1962)
- 2 gennaio - Charles Willeford, scrittore, poeta e critico d'arte statunitense († 1988)
- 3 gennaio - Dorothy Morrison, attrice statunitense († 2017)
- 4 gennaio - Bruno Bernini, partigiano e politico italiano († 2013)
- 4 gennaio - Eduardo Teixeira Coelho, illustratore portoghese († 2005)
- 5 gennaio - Severino Gazzelloni, flautista italiano († 1992)
- 5 gennaio - Jacques Laurent, scrittore e sceneggiatore francese († 2000)
- 5 gennaio - Galliano Parigi, calciatore italiano
- 5 gennaio - Antonio Punzi, calciatore e allenatore di calcio italiano
- 6 gennaio - Roy Cochran, ostacolista e velocista statunitense († 1981)
- 6 gennaio - Ines Poggetto, partigiana, storica e poetessa italiana († 2007)
- 7 gennaio - Robert Duncan, poeta statunitense († 1988)
- 7 gennaio - Adriano Gè, calciatore italiano († 1996)
- 7 gennaio - George Stephen Morrison, militare statunitense († 2008)
- 7 gennaio - Siddhi Savetsila, politico e militare thailandese († 2015)
- 7 gennaio - Vasilij Trofimov, calciatore sovietico († 1999)
- 8 gennaio - Ed Moeller, cestista statunitense († 2018)
- 8 gennaio - Madge Ryan, attrice australiana († 1994)
- 8 gennaio - Edvīns Vijups, calciatore lettone († 1984)
- 8 gennaio - Norberto Yácono, calciatore argentino († 1985)
- 9 gennaio - György Bulányi, teologo e presbitero ungherese († 2010)
- 9 gennaio - William Meredith, poeta statunitense († 2007)
- 9 gennaio - Adriano Minelli, calciatore italiano († 1997)
- 9 gennaio - Christophe Taeron, ciclista su strada francese († 1996)
- 10 gennaio - Janko Bobetko, generale croato († 2003)
- 10 gennaio - Gaetano Conti, calciatore italiano († 2002)
- 10 gennaio - David Galula, militare e scrittore francese († 1967)
- 10 gennaio - Terukuni Manzō, lottatore di sumo giapponese († 1977)
- 10 gennaio - Ugo Sansonetti, scrittore e atleta italiano († 2019)
- 10 gennaio - Amzie Strickland, attrice statunitense († 2006)
- 11 gennaio - Denis Avey, militare e ingegnere britannico († 2015)
- 11 gennaio - Alexander von Branca, architetto tedesco († 2011)
- 11 gennaio - Salvatore Costantino, maratoneta e mezzofondista italiano († 1973)
- 11 gennaio - Mort Mills, attore statunitense († 1993)
- 11 gennaio - Stan Pearson, allenatore di calcio e calciatore inglese († 1997)
- 11 gennaio - Alfredo Sandulli Mercuro, militare italiano († 1943)
- 11 gennaio - Lucien Troupel, calciatore e allenatore di calcio francese († 1993)
- 12 gennaio - Thomas Boyd Mason, avvocato e attore statunitense († 2007)
- 12 gennaio - Ralph Pearson, chimico statunitense († 2022)
- 12 gennaio - Hans Richter, attore e regista tedesco († 2008)
- 12 gennaio - Moisej Samuilovič Vajnberg, compositore sovietico († 1996)
- 13 gennaio - Ludwik Barszczewski, cestista polacco († 2002)
- 13 gennaio - Ludwig Janda, calciatore e allenatore di calcio tedesco († 1981)
- 13 gennaio - Kim Seong-jip, sollevatore sudcoreano († 2016)
- 13 gennaio - Walter Lehmann, ginnasta svizzero († 2017)
- 13 gennaio - Robert Stack, attore statunitense († 2003)
- 14 gennaio - Giulio Andreotti, politico, scrittore e giornalista italiano († 2013)
- 14 gennaio - Kaifi Azmi, poeta e scrittore indiano († 2002)
- 14 gennaio - Rosetta Cattaneo, velocista italiana († 1988)
- 14 gennaio - Douglas Henderson, attore statunitense († 1978)
- 14 gennaio - Silvio Pasquazi, critico letterario e filologo italiano († 1990)
- 14 gennaio - Glauco Pellegrini, regista e sceneggiatore italiano († 1991)
- 14 gennaio - Nathaniel Rochester, informatico statunitense († 2001)
- 14 gennaio - Bob Schwartz, cestista statunitense († 1995)
- 14 gennaio - Joe Seneca, attore e compositore statunitense († 1996)
- 15 gennaio - Maurice Herzog, alpinista e politico francese († 2012)
- 15 gennaio - John Kriza, danzatore e insegnante statunitense († 1975)
- 15 gennaio - Felice Maritano, carabiniere italiano († 1974)
- 15 gennaio - Manlio Mazziotti di Celso, giurista italiano († 2017)
- 15 gennaio - George Cadle Price, politico beliziano († 2011)
- 15 gennaio - Åke Seyffarth, pattinatore di velocità su ghiaccio e ciclista su strada svedese († 1998)
- 15 gennaio - Raffaele Stramondo, pittore italiano († 1997)
- 16 gennaio - Jozef Bielek, calciatore slovacco († 1997)
- 16 gennaio - Andrea Cascella, scultore, pittore e ceramista italiano († 1990)
- 16 gennaio - Mel Thurston, cestista statunitense († 1997)
- 17 gennaio - Ciriaco D'Incecco, calciatore italiano
- 17 gennaio - Giuseppe Mainardi, calciatore e allenatore di calcio italiano († 1979)
- 18 gennaio - Michael Pössinger, bobbista tedesco († 2003)
- 18 gennaio - Toni Turek, calciatore tedesco († 1984)
- 19 gennaio - Joan Brossa, poeta, drammaturgo e artista spagnolo († 1998)
- 19 gennaio - Roger Cornforth, pallanuotista e rugbista a 15 australiano († 1976)
- 19 gennaio - Wilbur Fox, cestista statunitense († 1991)
- 19 gennaio - Antonio Pietrangeli, regista, sceneggiatore e critico cinematografico italiano († 1968)
- 19 gennaio - Miguel Ángel Rugilo, calciatore argentino († 1993)
- 20 gennaio - Silva Kaputikian, scrittrice e poetessa armena († 2006)
- 21 gennaio - Neal Adams, cestista statunitense († 1998)
- 21 gennaio - Luigi Lucchini, imprenditore italiano († 2013)
- 21 gennaio - Angelo Magliano, giornalista e scrittore italiano († 1981)
- 21 gennaio - Piroska Oszoli, pittrice ungherese († 2017)
- 21 gennaio - Juan Plazaola Artola, filosofo, teologo e storico dell'arte spagnolo († 2005)
- 22 gennaio - Mario Degrassi, calciatore italiano († 1999)
- 22 gennaio - James Failla, mafioso statunitense († 1999)
- 22 gennaio - Friedrich Geisshardt, militare e aviatore tedesco († 1943)
- 22 gennaio - Bobby Holm, cestista statunitense († 2002)
- 22 gennaio - Andrew Kay, inventore statunitense († 2014)
- 22 gennaio - Sid Ramin, compositore statunitense († 2019)
- 22 gennaio - Harry Delbert Thiers, botanico e micologo statunitense († 2000)
- 23 gennaio - Frances Bay, attrice canadese († 2011)
- 23 gennaio - Nina Dumbadze, discobola e allenatrice di atletica leggera sovietica († 1983)
- 23 gennaio - Hans Hass, zoologo, oceanografo e fotografo austriaco († 2013)
- 23 gennaio - Ernie Kovacs, attore, comico e conduttore televisivo statunitense († 1962)
- 23 gennaio - Bob Paisley, calciatore, allenatore di calcio e dirigente sportivo inglese († 1996)
- 23 gennaio - Janet Shaw, attrice statunitense († 2001)
- 24 gennaio - Daria Bertolani Marchetti, botanica italiana († 1994)
- 24 gennaio - Coleman Francis, regista, attore e produttore cinematografico statunitense († 1973)
- 24 gennaio - Tapio Järvi, militare e aviatore finlandese († 1982)
- 24 gennaio - Leon Kirchner, compositore statunitense († 2009)
- 24 gennaio - Vicente Morera Amigó, calciatore e allenatore di calcio spagnolo († 1982)
- 26 gennaio - Tom Aherne, calciatore irlandese († 1999)
- 26 gennaio - Frances Bible, mezzosoprano statunitense († 2001)
- 26 gennaio - Francesco Cavalera, generale e aviatore italiano († 2013)
- 26 gennaio - Igor Gouzenko, funzionario sovietico († 1982)
- 26 gennaio - Valentino Mazzola, calciatore italiano († 1949)
- 26 gennaio - Bill Nicholson, calciatore e allenatore di calcio inglese († 2004)
- 27 gennaio - Giovanni Antonelli, archivista, storico e politico italiano († 2009)
- 27 gennaio - Ross Bagdasarian, pianista, attore e musicista statunitense († 1972)
- 28 gennaio - Vicente Asensi, calciatore spagnolo († 2000)
- 28 gennaio - Olivier Eggimann, calciatore svizzero († 2002)
- 28 gennaio - Bo Ericson, martellista svedese († 1970)
- 28 gennaio - Wilson Ferreira Aldunate, politico uruguaiano († 1988)
- 28 gennaio - Gabby Gabreski, aviatore statunitense († 2002)
- 28 gennaio - Adalbert Iordache, pallanuotista rumeno († 1995)
- 29 gennaio - Tullio Benedetti, politico italiano († 2009)
- 29 gennaio - Aurelia Browder, attivista statunitense († 1971)
- 29 gennaio - Marina Ginestà, antifascista e traduttrice spagnola († 2014)
- 29 gennaio - Norman Frederick Simpson, drammaturgo britannico († 2011)
- 30 gennaio - Fred Korematsu, attivista statunitense († 2005)
- 30 gennaio - Pacífico Marcos, medico e imprenditore filippino
- 30 gennaio - Luigi Meschieri, psicologo italiano († 1985)
- 31 gennaio - Jack Badham, allenatore di calcio e calciatore inglese († 1992)
- 31 gennaio - Domenico Cremonesi, calciatore italiano († 1983)
- 31 gennaio - Jackie Robinson, giocatore di baseball statunitense († 1972)